# 1978 en musique
| \| • Retour à la chronologie générale de la musique populaire • \| |
| XXIe siècle • XXe siècle • XIXe siècle • XVIIIe siècle XVIIe siècle • XVIe siècle • XVe siècle • XIVe siècle XIIIe siècle • XIIe siècle • XIe siècle • Xe siècle IXe siècle • VIIIe siècle • Haut Moyen Âge • Rome • Grèce |
| • Retour à la chronologie générale de la musique populaire • |

| • Retour à la chronologie générale de la musique populaire • |

| Années de la musique populaire : 1975 - 1976 - 1977 - 1978 - 1979 - 1980 - 1981    |
| Décennies de la musique populaire : 1940 - 1950 - 1960 - 1970 - 1980 - 1990 - 2000 |

Cet article présente les faits marquants de l'année 1978 en musique.

## Faits marquants

### En France
- 59 millions de singles[1] et 94 millions d'albums[2] sont vendus en France en 1978.
- Premier succès de Daniel Balavoine (Le chanteur).
- Premier festival de jazz de Marciac.
- Plastic Bertrand connaît un succès international avec Ça plane pour moi.
- Dalida se produit deux soirs au Carnegie Hall à New York.
- Décès de Claude François et de Jacques Brel.

### Dans le monde
- Premiers succès de Dire Straits (Sultans of Swing), Kate Bush (Wuthering Heights), Toto (Hold the Line), Chris Rea (Fool (if you think it's over)) et Robert Palmer (Every Kinda People).

## Disques sortis en 1978
- Albums sortis en 1978
- Singles sortis en 1978

## Succès de l'année en France (singles)

### Chansons classées Numéro 1
Cette liste présente, par ordre chronologique, tous les titres s'étant classés à la première place des ventes durant l'année 1978.
- Adriano Celentano : Don't Play That Song
- Umberto Tozzi : Ti amo
- Claude François : Alexandrie Alexandra
- Bonnie Tyler : It's a Heartache
- Boney M. : Rivers of Babylon
- Michel Sardou : En chantant
- John Travolta & Olivia Newton-John : You're the one that I want
- Noam : Goldorak

### Chansons francophones
Cette liste présente, par ordre alphabétique, tous les titres francophones s'étant classés parmi les 10 premières places des ventes hebdomadaires durant l'année 1978.
- Alain Souchon : Jamais content
- C. Jérôme : Rétro c'est trop
- Chantal Goya : Allons chanter avec Mickey
- Chantal Goya : Un lapin
- Chantal Goya : La Poupée
- Claude François : Magnolias for Ever
- Claude François : Alexandrie Alexandra
- Dalida : Génération 78
- Daniel Balavoine : Le Chanteur
- Danyel Gérard : Mélodie mélodie
- Éric Charden : Pense à moi
- France Gall : Viens je t’emmène
- Johnny Hallyday : J'ai oublié de vivre
- Johnny Hallyday : Elle m'oublie
- Johnny Hallyday : Revoilà ma solitude
- Julio Iglesias : Aimer la vie
- Julio Iglesias : Le monde est fou, le monde est beau
- Laurent Voulzy : Bubble star
- Michel Sardou : La Java de Broadway
- Michel Sardou : Comme d'habitude
- Michel Sardou : En chantant
- Michel Sardou : Je vole
- Michèle Torr : Emmène-moi danser ce soir
- Mireille Mathieu : Mille colombes
- Mireille Mathieu : Santa Maria de la Mer
- Mort Shuman : Un été de porcelaine
- Mort Shuman : Comme avant
- Noam : Goldorak
- Plastic Bertrand : Ça plane pour moi
- Plastic Bertrand : Le Petit Tortillard
- Shake : Rien n'est plus beau que l'amour
- Yves Duteil : Prendre un enfant

### Chansons non francophones
Cette liste présente, par ordre alphabétique, tous les titres non francophones s'étant classés parmi les 10 premières places des ventes hebdomadaires durant l'année 1978.
- Adriano Celentano : Don't Play That Song
- Adriano Celentano : Woman in love
- Amanda Lear : Follow me
- Barry Manilow : Copacabana
- Bee Gees : How deep is your love ?
- Bee Gees : Stayin' Alive
- Bee Gees : Night fever
- Bee Gees : Too much heaven
- Blondie : Heart of Glass
- Bobby Solo : Una lacrima sul viso
- Boney M. : Belfast
- Boney M. : Rivers of Babylon
- Boney M. : Rasputin
- Bonnie Tyler : It's a Heartache
- Clout : Substitute
- Eruption : I Can't Stand the Rain
- Gerry Rafferty : Baker street
- John Travolta & Olivia Newton-John : You're the one that I want
- John Travolta & Olivia Newton-John : Summer Nights
- John Travolta : Greased lightnin’
- Karen Cheryl : Sing to me Mama
- Karen Young : Hot Shot
- Luisa Fernandez : Lay love on you
- Matia Bazar : Solo tu
- Michael Zager Band : Let's All Chant
- Queen : We Will Rock You / We Are the Champions
- Rod McKuen : Amor amor
- Sheila & B. Devotion : Singin' in the Rain
- Sheila & B. Devotion : I don’t need a doctor
- Sylvester James : You make me feel
- The Motors : Airport
- The Rolling Stones : Miss you
- The Rubettes : Chérie amour
- Umberto Tozzi : Ti amo
- Umberto Tozzi : Tu
- Village People : YMCA
- Wings : Mull of Kintyre

## Succès de l'année en France (albums)
Cette liste présente, par ordre alphabétique, les albums sortis en 1978 ayant obtenu une certification Platine ou Diamant en France.

### Disques de diamant (plus d'un million de ventes)
- Starmania

### Doubles disques de platine (plus de 600.000 ventes)
- Julio Iglesias : Aimer la vie

### Disques de platine (plus de 300.000 ventes)
- Bob Marley : Kaya
- Bob Marley : Babylon by Bus
- Chantal Goya : La Poupée
- Dire Straits : Dire Straits
- Johnny Hallyday : Solitudes à deux
- The Police : Outlandos d'Amour

## Succès internationaux de l’année
Cette liste présente, par ordre alphabétique, les trente titres et albums ayant eu le plus de succès dans les charts internationaux en 1979,.

### Singles
- A Taste of Honey : Boogie Oogie Oogie
- ABBA : Take a Chance on Me
- Andy Gibb : Shadow Dancing
- Bee Gees : How deep is your love ?
- Bee Gees : Stayin' Alive
- Bee Gees : Night fever
- Bee Gees : Too much heaven
- Billy Joel : Just the way you are
- Boney M : Rivers of Babylon
- Boney M : Mary's boy child/Oh my Lord
- Boney M : Rasputin
- Bonnie Tyler : It's a Heartache
- Clout : Substitute
- Donna Summer : MacArthur park
- Donna Summer : The last dance
- Eruption : I can't stand the rain
- Exile : Kiss you all over
- Frankie Valli : Grease
- Gerry Rafferty : Baker street
- John Paul Young : Love is in the air
- John Travolta & Olivia Newton-John : You're the one that I want
- John Travolta & Olivia Newton-John : Summer Nights
- Kate Bush : Wuthering Heights
- Olivia Newton-John : Hopelessly devoted to you
- Player : Baby come back
- Queen : We Will Rock You
- Samantha Sang : Emotion
- The Commodores : Three times a lady
- The Rolling Stones : Miss you
- The Village People : Y.M.C.A.

### Albums
- ABBA : The album
- Bee Gees : Saturday night fever
- Billy Joel : 52nd Street
- Blondie : Parallel Lines
- Bob Dylan : Street-Legal
- Bob Marley : Kaya
- Bob Seger : Stranger in town
- Boney M : Nightflight to Venus
- Boston : Don't look back
- Bruce Springsteen : Darkness on the Edge of Town
- Dire Straits : Dire Straits
- Donna Summer : Live and more
- Elvis Costello : This Year's Model
- Genesis : ...And then there were three...
- Gerry Rafferty : City to City
- Grease
- Jackson Browne : Running on Empty
- Jeff Wayne : The war of the worlds
- Linda Ronstadt : Living in the USA
- Neil Young : Comes a Time
- Queen : Jazz
- The Band : The last waltz
- The Cars : The Cars
- The Police : Outlandos d'Amour
- The Rolling Stones : Some girls
- The Village People : Cruisin'
- The Who : Who are you
- Van Halen : Van Halen
- Willie Nelson : Stardust
- Wings : London Town

## Récompenses
- États-Unis : 21e cérémonie des Grammy Awards
- États-Unis : American Music Awards 1978 (en)
- Europe : Concours Eurovision de la chanson 1978

## Formations de groupes
- Groupe de musique formé en 1978

## Naissances
- 3 janvier : Olivier Juprelle, bassiste des groupes Mud Flow et Vive La Fête
- 10 janvier : Kekko Fornarelli, compositeur et pianiste de jazz italien.
- 21 mars : Young Noble, rappeur américain († 4 juillet 2025).
- 14 avril : Louisy Joseph, chanteuse.
- 21 avril : Jukka Nevalainen, batteur du groupe Nightwish
- 6 mai : Afshin, chanteur iranien
- 6 juin : Faudel, chanteur français
- 9 juin : Matthew Bellamy, chanteur et guitariste de Muse
- 16 juin: Markus Pauli disc jockey membre du groupe Deine Freunde
- 21 juin : Rim'K, rappeur membre du groupe 113
- 21 juin : Jean-Pascal Lacoste, chanteur français
- 24 juin : Emppu Vuorinen, guitariste du groupe Nightwish
- 15 juillet : Jean Sébastien Lavoie, chanteur
- 6 septembre : Peter van Huffel, musicien canadien
- 7 septembre : Cartman, chanteur et musicien français
- 14 octobre : Usher, chanteur et acteur américain
- 9 novembre : Sisqó, chanteur de Dru Hill
- 10 novembre : Eve, rappeuse américaine
- 23 novembre : Alison Mosshart, chanteuse des Kills et des Dead Weather
- 26 novembre : Ryan Toby, chanteur, producteur et parolier américain.
- 2 décembre : Christopher Wolstenholme, bassiste de Muse
- 2 décembre : Nelly Furtado, auteur-compositrice-interprète canadienne
- 25 décembre : Paula Seling, chanteuse roumaine

## Décès
- 30 janvier : Damia, chanteuse française.
- 11 mars : Claude François, chanteur français.
- 24 août : Louis Prima, chanteur de jazz américain.
- 7 septembre : Keith Moon, batteur du groupe britannique The Who.
- 9 octobre : Jacques Brel, chanteur belge francophone.
- 23 octobre : Maybelle Carter, chanteuse folk américaine, membre de la Carter Family.
- 29 décembre : Jean Ségurel, accordéoniste français.